# Provinz Sul

Die Regionen Bolama, Quinara und Tombali bilden den Südwesten des Landes und damit die Provinz Sul

Die Provinz Sul (port. Província Sul, dt. Süd-Provinz) ist eine der drei Provinzen Guinea-Bissaus. Ihr ISO 3166-2-Code lautet GW-S.
Die Provinzen sind die oberste Stufe der Verwaltungsgliederung Guinea-Bissaus, spielen jedoch keine Rolle in der Verwaltungspraxis und den Statistiken des Landes.
Die Provinz Sul setzt sich zusammen aus drei Regionen, der zweiten und wichtigsten Stufe der Verwaltungsgliederung Guinea-Bissaus:
- Region Bolama
- Region Quinara
- Region Tombali

Die Provinz Sul hat eine Fläche von 9498 km² und ist damit die kleinste Provinz des Landes. Mit 184.308 ist es zudem die bevölkerungsärmste Provinz, hier lebt nur etwas mehr als ein Zehntel der Bevölkerung Guinea-Bissaus.
Durch seine abgeschiedene Lage und schlechte Infrastruktur gilt die Provinz als besonders unterentwickelt. Dadurch hat sich jedoch hier die Natur oftmals fast unberührt erhalten können. So wurde der Bissagos-Archipel 1996 von der UNESCO zum Biosphärenreservat erklärt, und der Naturpark Parque Natural das Florestas de Cantanhez mit seinen überwiegend aus Urwald bestehenden 1057 km² Fläche zählt für den WWF zu den 12 bedeutendsten WWF-Ökoregionen der Erde.